# Олохов, Владимир Аполлонович
Влади́мир Аполло́нович Олохов (21 января 1857 — 14 декабря 1920) — русский военачальник, герой Первой мировой войны, генерал от инфантерии.

## Биография
Православный. Из дворян Лифляндской губернии. Сын генерал-майора Аполлона Алексеевича Олохова (1815—1866).
Окончил 2-ю Санкт-Петербургскую военную гимназию (1873) и Михайловское артиллерийское училище (1876), из которого был выпущен подпоручиком в 3-ю гвардейскую и гренадерскую артиллерийскую бригаду.
Чины: поручик (1877), подпоручик гвардии (1878), поручик (1882), штабс-капитан гвардии с переименованием в капитаны Генерального штаба (1882), подполковник (1889), полковник (за отличие, 1893), генерал-майор (за отличие, 1903), генерал-лейтенант (за отличие, 1909), генерал от инфантерии (1915).
Участвовал в русско-турецкой войне 1877—1878 годов, за отличие в которой имел три боевых ордена. После войны переведён подпоручиком в лейб-гвардии 2-ю артиллерийскую бригаду.
В 1882 году окончил Николаевскую академию Генерального штаба по 1-му разряду. По окончании академии состоял помощником старшего адъютанта штаба Виленского военного округа (1887—1889). Служил штаб-офицером для поручений при штабе Виленского ВО (1889), старшим адъютантом штаба Виленского ВО (1889—1891) и штаб-офицером для особых поручений при штабе Виленского ВО (1891—1893). В 1893—1896 годах состоял штаб-офицером при управлении начальника Виленской местной бригады. Был начальником штаба 2-й кавалерийской (1896—1898) и 27-й пехотной (1898—1900) дивизий.
Затем командовал 115-м пехотным Вяземским (1900—1903) и лейб-гвардии Литовским (1903—1908) полками, 2-й бригадой 3-й гвардейской пехотной дивизии (1908—1909) и 22-й пехотной дивизией (1909—1912).
30 мая 1912 был назначен начальником 1-й гвардейской пехотной дивизии, с которой вступил в Первую мировую войну.
Решения В. А. Олохова стали важнейшей предпосылкой победы под Суходолами в ходе Галицийской битвы 1914 г.
Был награждён орденом Святого Георгия 4-й степени и Георгиевским оружием
За то, что в бою 3—6 ноября 1914 г. в районе дд. Сулошов, Ржеплин и пос. Скала, командуя 1-й гвардейской пехотной дивизией, лично находился в течение всех четырех дней боя под действительным артиллерийским огнём противника и руководил отбитием повторных атак превосходных сил противника, настойчиво пытавшегося в течение всех этих дней овладеть флангом дивизии. Удержав позиции своей дивизии, он 7 ноября передал свой участок другим частям.
28 декабря 1914 года был назначен командиром 23-го армейского корпуса.
1 июня 1915 года на стыке 3-й и 8-й армий была создана армейская группа под командованием Олохова. К концу июня 1915 года группа Олохова была переформирована в 13-ю армию, командующим которой стал В. Н. Горбатовский.
Вновь возглавил армейскую группу в ходе Виленской операции в августе 1915 г.
С 25 августа 1915 года — командир Гвардейского корпуса, с 8 декабря 1915 года — командир 2-го гвардейского корпуса.
С 27 мая 1916 состоял членом Александровского комитета о раненых.
В 1917 году вышел в отставку. В 1918 году добровольно вступил в РККА, где был сотрудником Главного управления архивным делом (Главархив) при Наркомпросе РСФСР до 1920 года.
Умер в 1920 году в Петрограде после продолжительной болезни. Похоронен на Новодевичьем кладбище Санкт-Петербурга.

## Награды
- Орден Святого Станислава 3-й ст. с мечами и бантом (1878);
- Орден Святой Анны 4-й ст. (1878);
- Орден Святой Анны 3-й ст. с мечами и бантом (1879);
- Орден Святого Станислава 2-й ст. (1883);
- Орден Святой Анны 2-й ст. (1890);
- Орден Святого Владимира 4-й ст. (1896);
- Орден Святого Владимира 3-й ст. (1900);
- Орден Святого Станислава 1-й ст. (1906);
- Орден Святой Анны 1-й ст. (1912);
- Орден Святого Владимира 2-й ст. с мечами (1914);
- Орден Святого Георгия 4-й ст. (ВП 04.11.1914);
- Орден Белого Орла с мечами (ВП 19.02.1915);
- Орден Святого Александра Невского (29.04.1915);
- Георгиевское оружие (ВП 02.06.1915).

Иностранные:
- Румынский Железный крест (1878).

## Семья
Сестра — Антонина Аполлоновна была замужем за генералом от инфантерии И.П.Войшин-Мурдас-Жилинским.
1-й брак — Ольга Павловна Коссинская (ум. в 1862), дочь Павла Дмитриевича Коссинского (1827—1908), генерал-лейтенанта, начальника Главного инженерного управления.
Дети: 
- Ольга (1882—?), в замуж. Полякова. Ее муж, Николай Николаевич Поляков (род. 1876) в 30-е годы был арестован, сама она выслана из Ленинграда.[4]
- Александра (1884—1982), в замуж. Нечаева. Эмигрировала, жила в Аргентине. Ее муж — Михаил Александрович Нечаев (1880–1945)[5].
- Владимир (1887—1941), капитан лейб-гвардии, участник Первой мировой войны. После 1917 года служил в РККА, участник Гражданской войны. В 30-е годы был репрессирован. Погиб в блокадном Ленинграде[6][7]

2-й брак — Ольга Игнатьевна Олохова (1868—1955, Москва), урождённая Маслова, автор воспоминаний, внучка Н.И.Липина, племянница металлурга Вячеслава Липина. Частично оцифрованный фонд О. И. Олоховой хранится в ЦГИА Санкт-Петербурга (фонд 2312). В 1935 году была выслана из Ленинграда вместе с дочерьми в Курск, там пережила фашистскую оккупацию. Похоронена на Ваганьковском кладбище.
- Георгий (ум. в детстве)
- Елена Владимировна Олохова (1892—1945, Москва). Ее муж — Владимир Иванович Воронцов-Вельяминов (1881—1951), сын И.А.Воронцова-Вельяминова.
- Нина Владимировна Олохова (1895—1976, Москва), в замуж. Морозова[11][4]. После смерти ее сестры Елены вышла замуж за В.И.Воронцова-Вельяминова.